# Abdelraouf Benguit
Abdelraouf Benguit (Laghouat, 5 aprile 1996) è un calciatore algerino, difensore del CR Belouizdad.

## Carriera

### Club
Ha giocato nella prima divisione algerina ed in quella tunisina.

### Nazionale
È stato convocato per le Olimpiadi del 2016 dove ha disputato tutte e tre le partite della fase a gironi.
Nel 2017 ha giocato 2 partite in nazionale.

## Palmarès

### Club

#### Competizioni nazionali
- Campionato algerino: 1

USM Alger: 2018-2019
- Campionato tunisino: 2

Espérance: 2019-2020, 2020-2021